# Lydella campestris
Lydella campestris là một loài ruồi trong họ Tachinidae.